# Thomas Muirhead
Thomas Brandon Muirhead (ur. 11 kwietnia 1995) – szkocki curler i rolnik, uczestnik igrzysk olimpijskich 2018.
Jest trzecim w drużynie Kyle'a Smitha.

## Życie prywatne
Thomas Muirhead jest synem curlera Gordona Muirheada, olimpijczyka z 1992. Jego brat Glen oraz siostra Eve również zostali curlerami i reprezentowali Wielką Brytanię na igrzyskach olimpijskich. Curling zaczął uprawiać w wieku 5 lat.
Z bratem Glenem prowadzą hodowlę owiec w pobliżu Crieff. Studiował rolnictwo na Scotland's Rural College w Edynburgu.

## Wyniki
- igrzyska olimpijskie
  - Pjongczang 2018 – 5. miejsce
- igrzyska olimpijskie młodzieży
  - 2012 – 10. miejsce
- mistrzostwa Europy
  - 2015 – 5. miejsce
  - 2017 – 2. miejsce
- mistrzostwa świata juniorów
  - 2014 – 2. miejsce